# Perameles bougainville
Il bandicoot fasciato occidentale (Perameles bougainville Quoy e Gaimard, 1824), noto anche come marl, è una piccola specie di bandicoot che vive in Australia. Un tempo era largamente diffuso in tutta l'Australia meridionale, dall'Australia Occidentale al Nuovo Galles del Sud centrale, ma ora si trova solamente sulle isole di Bernier, Dorre e Faure, nella Baia degli Squali (Australia Occidentale), mentre sul continente esiste una popolazione in cattività a Barna Mia, nel Bosco di Dryandra.
Il bandicoot fasciato occidentale è molto più piccolo del suo stretto parente, il bandicoot fasciato orientale (Perameles gunnii), ed ha una colorazione più scura, bruna brizzolata. Misura circa 45 centimetri di lunghezza. Presenta due «fasce» lungo il groppone ed ha una coda corta e affusolata. È un cacciatore solitario e crepuscolare che si nutre di insetti, ragni, vermi e, occasionalmente, di tuberi e radici. Quando il bandicoot si sente minacciato, generalmente compie un salto per poi cercare la salvezza sottoterra.
Questa specie attualmente è stata reintrodotta in alcune aree vicine del continente, dove i predatori, come la volpe rossa, sono stati oggetto di programmi di controllo. È stata reintrodotta con successo anche nella Riserva di Arid Recovery di Roxby Downs, in Australia Meridionale.